# ISO 3166-2:KM
ISO 3166-2:KM – kody ISO 3166-2 dla Komorów.
Kody ISO 3166-2 to część standardu ISO 3166 publikowanego przez Międzynarodową Organizację Normalizacyjną. Kody te są przypisywane głównym jednostkom podziału administracyjnego, takim jak np. województwa czy stany, każdego kraju posiadającego kod w standardzie ISO 3166-1.
Aktualnie (2017) dla Komorów zdefiniowano kody dla 3 wysp.
Pierwsza część oznaczenia to kod Kuwejtu zgodnie z ISO 3166-1, natomiast druga część oznaczenia znajdująca się po myślniku to jednoliterowy kod jednostki administracyjnej. 

## Kody ISO
| Kod ISO | Nazwa jednostki administracyjnej | Nazwa jednostki administracyjnej w języku francuskim | Nazwa jednostki administracyjnej w języku komoryjskim | Rodzaj jednostki administracyjnej |
| ------- | -------------------------------- | ---------------------------------------------------- | ----------------------------------------------------- | --------------------------------- |
| KM-G    | Wielki Komor                     | Grande Comore                                        | Ngazidja                                              | wyspa                             |
| KM-A    | Anjouan                          | Anjouan                                              | Ndzuwani                                              | wyspa                             |
| KM-M    | Mohéli                           | Mohéli                                               | Mwali                                                 | wyspa                             |